# Camponotus bugnioni
Camponotus bugnioni é uma espécie de inseto do gênero Camponotus, pertencente à família Formicidae.